# Riki Flutey
Riki John Flutey (* 10. Februar 1980 in Featherston) ist ein ehemaliger neuseeländischer Rugby-Union-Spieler auf den Positionen Innendreiviertel und Verbinder. Auf internationaler Ebene spielte er zunächst für die U19 Neuseelands und die Auswahl der New Zealand Māori, ehe er nach Großbritannien zog und aufgrund der Wohnsitzregel für die englische Nationalmannschaft spielberechtigt war; auch für die British and Irish Lions kam er zum Einsatz.

## Biografie
Flutey begann bereits als Vierjähriger mit dem Rugbysport. Zu seiner Jugendzeit spielte er noch als Gedrängehalb und gewann unter anderem 1999 die U19-Weltmeisterschaft mit der neuseeländischen Auswahl. Mit dem Wechsel zum Auswahlteam der Wellington Rugby Football Union im selben Jahr wurde er auf der Verbinderposition eingesetzt. Von 2002 bis 2005 lief er für die Auswahl der New Zealand Māori auf, während er für die All Blacks nie nominiert wurde. 2002 lief er erstmals im multinationalen Wettbewerb Super 12 für die Hurricanes auf, konnte sich aber langfristig nicht durchsetzen. 2005 ging er deshalb nach England zum Verein London Irish. Er stand im Finale des European Challenge Cup 2005/06 gegen Gloucester Rugby, das nach Verlängerung knapp verloren ging.
Nach zwei Spielzeiten wechselte Flutey zum Stadtrivalen London Wasps. Mit diesen gewann er die englische Meisterschaft 2007/08. Ebenso zeichnete ihn die Rugby Players’ Association als Spieler des Jahres aus. Er verließ diesen Verein zum Abschluss der Saison 2008/09 und wechselte nach Frankreich zum CA Brive. Er konnte dort jedoch nur fünf Spiele bestreiten und musste wegen einer Schulterverletzung, die operiert werden musste, fast die gesamte Saison pausieren. Zu Beginn der Saison 2010/11 kehrte er zu den Wasps zurück. Nach dem Auslaufen des Vertrags spielte er 2012/13 in Japan bei den Ricoh Black Rams, ehe er seine Karriere 2014 in Wellington beendete.
Die damalige Wohnsitzregel von World Rugby besagte, dass Flutey, der drei Jahre ununterbrochen seinen Wohnsitz in England gehabt hatte, ab September 2008 für die englische Nationalmannschaft spielberechtigt war. Nationaltrainer Martin Johnson berief ihn daraufhin prompt in den Kader. Sein Debüt als Nationalspieler gab er am 8. November 2008 im Test Match gegen die Pacific Islanders. Beim Six Nations 2009 legte er vier Versuche und war neben Brian O’Driscoll der Topscorer des Turniers. Dies brachte ihm die Nomination für die Südafrika-Tour der British and Irish Lions ein. Flutey wurde der erste Spieler, der sowohl für als auch gegen die Lions spielte. Johnson nominierte ihn nicht für den Kader der Weltmeisterschaft 2011, womit seine Zeit als Nationalspieler nach 14 Test Matches zu Ende ging.
Seit Ende 2018 gehört Flutey dem Betreuerstab der Highlanders an.